# Ołtarz przenośny Eilbertusa z Kolonii
Ołtarz  przenośny Eilbertusa z Kolonii (niem Tragaltar des Eilbertus) –  dzieło sztuki romańskiej wykonane około roku 1150, dla  katedry w Brunszwiku. Jest to niewielki ołtarzyk przenośny, jeden z kilku ze Skarbu Welfów. Przechowywany jest w Kunstgewerbemuseum w Berlinie
Ołtarzyk ten ma formę sześcianu o prostokątnym rzucie. Dębowy rdzeń pokryty jest blachą miedzianą, która jest pozłacana i bogato emaliowana. Na płycie wierzchniej (mensie) znajduje się 21 emaliowanych plakietek, o trzech wielkościach. Na największej, pośrodku (w kwadratowym wgłębieniu) ukazano Chrystusa w mandorli w otoczeniu symboli Czterech Ewangelistów. Plakietkę tę otacza dwanaście najmniejszych plakietek z wyobrażeniem siedzących apostołów. Na banderolach otaczających apostołów widnieją łacińskie inskrypcje, które razem tworzą treść Credo Apostolorum. Na skrajnych ośmiu plakietach ukazano wybrane wątki z życia Jezusa i Marii: Zwiastowanie, Nawiedzenie św. Elżbiety, Boże Narodzenie,  Ofiarowanie w świątyni oraz Ukrzyżowanie, Niewiasty przy grobie, Chrystus w otchłani oraz Wniebowstąpienie. Na krawędzi gzymsu obiega inskrypcja: + DOCTRINA PLENI FIDEI PATRES / DVODENI + TESTANTV/R FICTA NON ESSE PROPHETICA DI/CTA +. Na ściankach bocznych (stipesie) pod arkadami wizerunki starotestamentowych proroków. Cokolik zdobi inskrypcja o treści: + CELITVS AFFLATI DE CRISTO VA/TICINATI + HI PRE/DIXERVNT QVE POST VENTVRA FVE/RVNT +. Spód zdobi emaliowany ornament geometryczny oraz inskrypcja twórcy ołtarzyka: + EILBERTVS COLONIENSIS ME FECIT. 
Również Eilbertusowi z Kolonii przypisywany jest inny ołtarzyk przenośny ze Skarbu Welfów (również w zbiorach berlińskich) zw. ołtarzem z cnotami kardynalskimi (niem. Tragaltar mit den Kardinaltugenden), również w formie sześciennej, gdzie powierzchnię pozłocono i pokryto emaliami. Całość wspierają cztery nóżki w formie lwich łap. Na mensie personifikacje czterech cnót kardynalskich (PRVDENCIA-roztropność, TEMPERANCIA-umiar, FORTITVDO-męstwo, IVSTICIA-sprawiedliwość) Na przedniej i bocznych stronach stipesu Deesis w asyście Piotra i Pawła i kolejnych apostołów, na tylnej zaś Matka Boska w typie Glykophilusa w otoczeniu Czterech Ewangelistów.